# 11339 Orlík
11339 Orlík eller 1996 VM5 är en asteroid i huvudbältet som upptäcktes den 13 november 1996 av de båda tjeckiska astronomerna Miloš Tichý och Zdeněk Moravec vid Kleť-observatoriet. Den är uppkallad efter det tjeckiska slottet Orlík.